# Lajos Kossuth

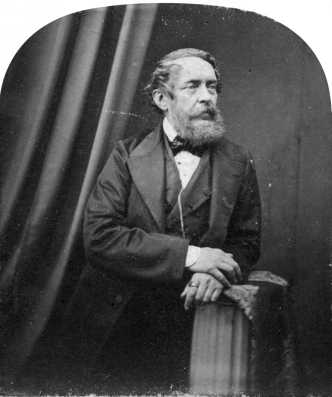
Fotografia de Lajos Kossuth

Lajos Kossuth de Udvard et Kossuthfalva (anglès: Louis Kossuth; 19 de setembre de 1802 – 20 de març de 1894) va ser un advocat, periodista, polític i governador president d'Hongria el 1849. Va ser reconegut àmpliament durant la seva vida, fins i tot en el Regne Unit i als Estats Units, com a lluitador per la llibertat i referència de la democràcia a Europa.

## Biografia
Començà la seua carrera política en l'any 1825, la qual va quedar interrompuda entre 1837 i 1847. Tornaria a l'escena política del seu país natal el 1848 pronunciar un discurs ardent a la Dieta hongaresa, demanant una constitució durant les revolucions de 1848 que van sacsejar Europa, cicle revolucionari conegut també com a primavera de les nacions, accedint en aquell any al càrrec de ministre de Finances en el govern de Lajos Batthyány.
Lajos Kossuth va ser un fervent nacionalista, contrari a mantenir algunes concessions a la casa d'Àustria, defensor de la independència d'Hongria. Els seus propòsits independentistes foren aixafats el 1849 amb la rendició de Világos; obligat a exiliar-se, no va poder tornar a Hongria.
Kossuth va tractar d'instal·lar-se al Regne Unit, però la reina Victòria va intervenir per a impedir-ho, temorosa de possibles represàlies del continent per donar recer a un revolucionari.